# 迪凱特鎮區 (伊利諾伊州梅肯縣)
迪凱特鎮區（英語：Decatur Township）是位於美國伊利諾伊州梅肯縣的一個行政鎮區。

## 地方資料
根據2010年美國人口普查的數據，迪凱特鎮區的面積為80.60平方千米，當中陸地面積為75.30平方千米，而水域面積為5.30平方千米。當地共有人口50566人，而人口密度為每平方千米627.37人。